# Burgundia-Franche-Comté
Burgundia-Franche-Comté (franciául: Bourgogne-Franche-Comté) Franciaország egyik közigazgatási régiója az ország keleti részén. Egy 2014 végén hozott törvény alapján jött létre két addigi régió: Burgundia és Franche-Comté egyesítésével. Hivatalosan 2016. január 1-én alakult meg. Székhelye Dijon.

## Földrajza
A régió kiterjedése 47 784 km². Északon Grand Est, északnyugaton Île-de-France, nyugaton Centre-Val de Loire, délen Auvergne-Rhône-Alpes régióval, keleten és délkeleten Svájccal határos. Nyolc megyéből áll, melyeknek összesen 3829 községe van.
Bourgundia-Franche-Comté-t két korábbi régió egyesítésével hozták létre: területének nyugati fele az egykori Burgundia (Burgogne), keleti fele a volt Franche-Comté. 
Domborzata egy északkelet–délnyugati irányú tengely mentén szintén két részre osztható. A tengely az északkeleti Belforttól nagyjából Chalon-sur-Saône-ig tart, majd a Saône völgyét követi.
A keleti, délkeleti részt a Svájcban folytatódó, északkelet–délnyugati irányú, kifli alakban elnyúló Jura-hegység foglalja el. Az államhatár közelében találhatók a régió legmagasabb csúcsai, köztük legmagasabb pontja (Pela, 1495 m). A nyugatról kelet felé lépcsőzetesen emelkedő mészkőfennsíkokat mély völgyek szabdalják (a Loue és kis mellékfolyói, a Lison és a  Dessoubre), a felszínt változatos karsztos formák jellemzik.
A régió északkeleti területe kiterjed a Vogézek déli nyúlványaira, melyek legmagasabb, lekerekített csúcsai (franciául ballonok) az Alsace-csúcs (1247 m) és a Servance-csúcs (1216 m). Nyugatabbra és délnyugat felé (Haute-Saône megyében) alacsony mészkőfennsíkok és feltöltött síkságok összetett csoportjai húzódnak. Köztük a Mille-Étangs-fennsík (plateau des Mille étangs, vagyis ’ezer tó plató’) morénákkal, kis gleccsertavakkal és tőzeglápokkal borított vizenyős területe, majd a tektonikus árkot kitöltő széles Saône-völgy.
Az említett tengelytől nyugatra, északnyugatra fekvő terület tengerszint feletti magassága 150 és 600 méter között váltakozik. Kiemelkedik ebből a Francia-középhegység északi részét alkotó Morvan-hegység 900 m-re magasodó gránitmasszívuma (Burgundia közepén). A Vogézekéhez hasonlóan legömbölyödő csúcsai közül legmagasabb az Haut-Folin (901 m), Saône-et-Loire megyében. A Morvan Regionális Natúrparkot nagy vízfelületek és kb. 45%-ban erdők borítják.
Keletebbre a Langres-fennsík terül el, több nagy folyó forrásvidéke. Itt ered a Szajna és két jobb oldali mellékfolyója, a Marne és az Aube; és innen indul útjára a Maas (franciául Meuse) is, három ország folyója. Az itteni Meilly-sur-Rouvres községben, kb. 440 m magasságban található a Rhône-, a Loire- és a Szajna-medence vízválasztójának metszéspontja. 
A fennsíktól délre Charolais és Mâconnais hullámos dombos vidéke, északnyugatra pedig Yonne megye lapos síksága terül el, itt van a régió legmélyebb pontja (Villeneuve-la-Guyard község, 52 m).

## Vízrajza

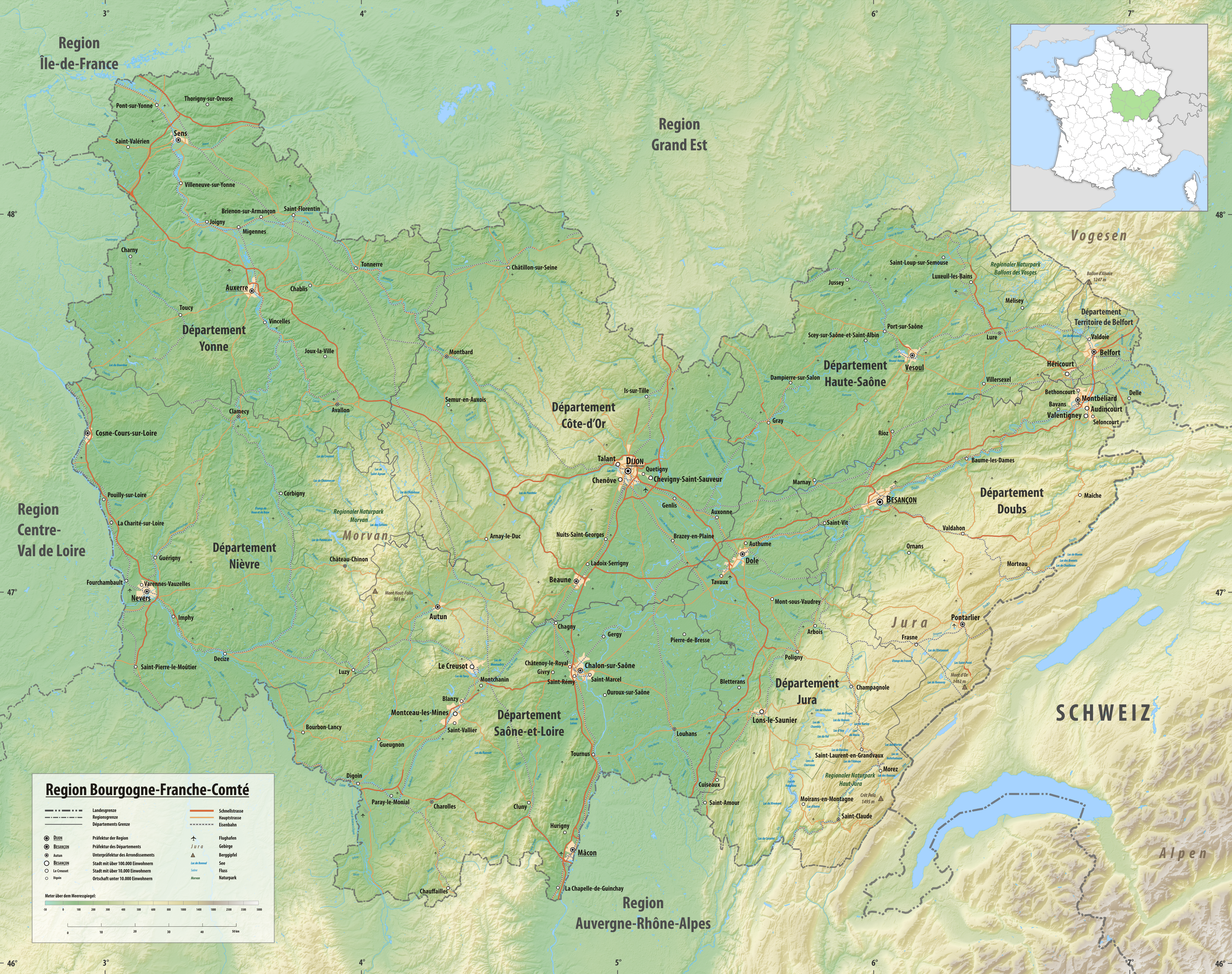
A régió domborzati térképe

A Burgundia-Franche-Comté domborzatát jellemző három hegység – a Jura, a Vogézek és a Morvan – hordozza több nagy folyómedence vízválasztóját. A Loire a régió délnyugati-nyugati határán folyik, majd lejjebb nyugatra fordul. Északon ered és észak felé folyik a Szajna, és északnyugat felé tart egyik jelentős mellékfolyója, az Yonne. A Rhône-ba ömlő Saône (473 km) északkeletről indulva átszeli az egész régiót, itteni nagyobb mellékfolyója a szintén délnyugati irányú Doubs (453 km) és az Ognon (213 km). A régió területének 52%-a a Rhône vízgyűjtő területéhez, a Szajnáéhoz 27%-a, a Loire-éhoz 21%-a tartozik. A nagyobb folyók összekapcsolására hajózócsatornákat építettek ki:
- a Nièvre-csatorna (canal du Nivernais) – a Loire és az Yonne völgyét
- a Központi-csatorna (canal du Centre) – a Loire és a Saône völgyét
- a Burgundia-csatorna (canal de Bourgogne) – a Saône-t és az Yonne-t – tehát a Szajna és a  Rhône folyórendszerét – köti össze.[4]

A Vogézek délnyugati lejtőin, több mint 600 méter átlagos tengerszint feletti magasságban terül el az „ezer tó”-ról elnevezett fennsík. Domborzati formáit, völgyeit és tómedencéit negyedidőszaki gleccserek alakították ki. A 220 km²-es területén kialakított natúrparkban mintegy 850 kis tó található. A finnországi környezetre, az ezer tó országára emlékeztető tájat „Kis-Finnország”-nak is nevezik.

## Közigazgatási beosztás
A régió nyolc megyéből áll.

|    | Megye                 | Prefektúra      | Kerület | Kanton | Község |
| -- | --------------------- | --------------- | ------- | ------ | ------ |
| 21 | Côte-d’Or             | Dijon           | 3       | 23     | 698    |
| 25 | Doubs                 | Besançon        | 3       | 19     | 569    |
| 39 | Jura                  | Lons-le-Saunier | 3       | 17     | 494    |
| 58 | Nièvre                | Nevers          | 4       | 17     | 309    |
| 70 | Haute-Saône           | Vesoul          | 2       | 17     | 539    |
| 71 | Saône-et-Loire        | Mâcon           | 5       | 29     | 564    |
| 89 | Yonne                 | Auxerre         | 3       | 21     | 423    |
| 90 | Territoire de Belfort | Belfort         | 1       | 9      | 101    |
|    | Összesen:             | Összesen:       | 24      | 152    | 3697   |

## Népesség
| Lakosok száma | 2 819 783 | 2 820 623 | 2 820 940 | 2 811 423 | 2 807 807 | 2 805 580 | 2 801 695 | 2 800 194 | 2 803 977 |
|               | 2013      | 2014      | 2015      | 2017      | 2018      | 2019      | 2020      | 2021      | 2022      |